# Tuk (Rojcsa)
Tuk falu Horvátországban Belovár-Bilogora megyében. Közigazgatásilag Rojcsához tartozik.

## Fekvése
Belovártól légvonalban 10, közúton 14 km-re nyugatra, községközpontjától 3 km-re délre, Rojcsa és Rajić között, a Velika-patak bal partján fekszik.

## Története
A több évtizedes török uralom után a területre a 17. századtól folyamatosan telepítették be a keresztény lakosságot. A település 1774-ben az első katonai felmérés térképén a falu „Dorf Thuk” néven szerepel. A település katonai közigazgatás idején a kőrösi ezredhez tartozott.
A település Lipszky János 1808-ban Budán kiadott repertóriumában „Tuk” néven szerepel.
Nagy Lajos 1829-ben kiadott művében „Tuk” néven 26 házzal, 13 katolikus és 156 ortodox vallású lakossal találjuk.
A katonai közigazgatás megszüntetése után Magyar Királyságon belül Horvátország részeként, Belovár-Kőrös vármegye Belovári járásának része volt. A településnek 1857-ben 252, 1910-ben 359 lakosa volt. Az 1910-es népszámlálás szerint lakosságának 61%-a szerb, 27%-a horvát, 13%-a cseh anyanyelvű volt. 1918-ban az új szerb-horvát-szlovén állam, majd később Jugoszlávia része lett. 1941 és 1945 között a németbarát Független Horvát Államhoz, majd a háború után a szocialista Jugoszláviához tartozott. 1991-től a független Horvátország része. 1991-ben lakosságának 90%-a horvát nemzetiségű volt. 2011-ben a településnek 354 lakosa volt.

## Lakossága
| Lakosság változása | Lakosság változása | Lakosság változása | Lakosság változása | Lakosság változása | Lakosság változása | Lakosság változása | Lakosság változása | Lakosság változása | Lakosság változása | Lakosság változása | Lakosság változása | Lakosság változása | Lakosság változása | Lakosság változása | Lakosság változása |
| ------------------ | ------------------ | ------------------ | ------------------ | ------------------ | ------------------ | ------------------ | ------------------ | ------------------ | ------------------ | ------------------ | ------------------ | ------------------ | ------------------ | ------------------ | ------------------ |
| 1857               | 1869               | 1880               | 1890               | 1900               | 1910               | 1921               | 1931               | 1948               | 1953               | 1961               | 1971               | 1981               | 1991               | 2001               | 2011               |
| 252                | 290                | 244                | 309                | 360                | 359                | 343                | 371                | 442                | 477                | 488                | 464                | 485                | 447                | 416                | 354                |